# 涼州 (前趙)
涼州是五胡十六国中前赵的州。
光初十年（327年），刘曜攻取晋兴郡（治所在枹罕）、狄道郡（治所在今甘肃省定西市临洮县）、安故郡（治所在今甘肃省临洮县东南）、金城郡（治所在今甘肃省兰州市西固区）。设置涼州，治所在枹罕（今甘肃省临夏回族自治州临夏市）。石勒灭刘曜，涼州之地被前凉所得，改为河州。